# Nora Navas
Pour les articles homonymes, voir Navas.
Nora Navas est une actrice espagnole, née le 1975 à Barcelone.

## Biographie
Sa prestation dans Pain noir (2010) lui permet de remporter les prix Goya et Gaudí de la meilleure actrice, ainsi qu'un prix au festival international du film de Saint-Sébastien.
Elle joue également dans des séries contemporaines, comme Les Filles du rink, produite par TV3 en 2019.

## Filmographie
- 2016 : Citoyen d'honneur (El ciudadano ilustre) de Mariano Cohn et Gastón Duprat : Nuria
- 2018 : Mirage (Durante la tourmenta) d'Oriol Paulo : Clara Medina
- 2019 : Douleur et Gloire (Dolor y gloria) de Pedro Almodóvar : Mercedes
- 2020 : Adú de Salvador Calvo : Carmen